# 犬鳴トンネル (ゲーム)
犬鳴トンネル（いぬなきとんねる、英: Inunaki Tunnel）は、Chilla's Artによって開発されたホラーゲーム。プラットフォームはWindowsに対応し、Steamにて2019年11月19日に発売された。

## 概要
九州の福岡県宮若市と糟屋郡久山町の境に位置する「犬鳴峠」と「犬鳴トンネル（犬鳴隧道）」において伝わる犬鳴村伝説を題材としている。入り口にブロックが積み上げられた旧犬鳴トンネルは、実在の犬鳴隧道がモデルとなっている。
ビデオブロガーである主人公が犬鳴峠にひとり肝試しをしに行き、ブロックの向こう側に行くことから奇妙な体験が始まる物語である。
開発者のChilla's Artは2020年のインタビューにおいて「作ってていちばん楽しかった作品です」と述べている。